# Ácido alfa-hidroxi-glutárico
Ácido alfa-hidroxi-glutárico é um hidroxiácido e ácido dicarboxílico, cuja estrutura é derivada do ácido pentanodioico (glutárico) com uma hidroxila no carbono 2.
Nos humanos, este composto é formado pela Hidroxiácido-oxoácido transidrogenase, enquanto que nas bactérias ele é formado pela 2-Hidroxiglutarato sintase.
O ácido alfa-hidroxi-glutárico pode ser convertido em ácido alfa-cetoglutárico pela ação da 2-Hidroxiglutarato deidrogenase que, nos humanos, são duas enzimas chamadas D2HGDH e L2HGDH. A deficiência em qualquer destas duas enzimas leva à doença conhecida por acidúria 2-hidroxiglutárica.